# Michael Cia
Michael Cia (* 3. August 1988 in Bozen) ist ein italienischer Fußballspieler aus Südtirol.

## Karriere

### Verein
2004, im Alter von 16 Jahren, gab Cia sein Profidebüt beim damaligen italienischen Viertligisten FC Südtirol. Mit diesem erreichte mehrfach die Play-off-Spiele zum Aufstieg in die dritthöchste Spielklasse, die Serie C1, verpasste sie aber jeweils. Nach drei Jahren wechselte der Mittelfeldspieler zum Serie-A-Klub Atalanta Bergamo. Diese liehen ihn umgehend vor Saisonbeginn an die SS Sambenedettese Calcio und in der Folgesaison an US Triestina.
Im Sommer 2009, nachdem sich Cia nicht entscheidend durchsetzen konnte, verließ er Bergamo endgültig und unterzeichnete einen Vertrag mit der UC AlbinoLeffe, um fortan in der Serie B zu spielen. Am 21. August kam er schließlich zu seinem Debüt in der zweithöchsten Liga. Am ersten Spieltag der Saison 2009/10 wurde Cia im Spiel gegen Vicenza Calcio in der 75. Minute für Enrico Geroni eingewechselt.
Die Saison 2011/12 absolvierte Cia im Kader von Benevento Calcio in der Lega Pro Prima Divisione. In der Spielzeit 2012/13 war er für den gleichklassigen Club Como Calcio aktiv. Anschließend wechselte er zur AC Pisa. Zur Saison 2014/15 kehrte er zum FC Südtirol zurück.

### Nationalmannschaft
Cia war für diverse Junioren-Nationalmannschaft Italiens aktiv. Am 25. März 2009 gab er sein Debüt im Dress der U-21-Auswahl seines Landes.